# Фи Стрельца
Фи Стрельца (φ Sgr) — звезда в южном созвездии Стрельца. При видимой звёздной величине 3,14 звезда является одной из наиболее ярких в созвездии и доступна для наблюдения невооружённым глазом. Измерения годичного параллакса дали оценку расстояния до объекта 82 парсека от Солнца.
Согласно нескольким исследованиям, звезда относится к спектральному классу B8 III SB, класс светимости III показывает, что звезда является гигантом. Звезда уже исчерпала запас водорода в ядре. Энергия излучается из внешней оболочки звезды при эффективной температуре 14990 K, что придаёт звезде бело-голубой цвет звёзд спектрального класса B.
В прошлом звезду относили к спектрально-двойным звёздам, объект-компаньон был обнаружен при покрытии звезды Луной. Тем не менее, звезда вероятнее всего является одиночной, а близкие на картинной плоскости звёзды являются лишь оптическими компонентами двойной.

## Название и этимология
В каталоге Календариума Аль Ахзази аль Муаккета звезда имеет название Aoul al Sadirah, что в переводе на латынь записывается как Prima τού al Sadirah и означает первый из возвращающихся страусов.
В китайской астрономии 斗 (Dǒu), означает Ковш и относится к астеризму, состоящему из φ Стрельца, λ Стрельца, μ Стрельца, σ Стрельца, τ Стрельца и ζ Стрельца. Китайское название для φ Стрельца — 斗宿一 (Dǒu Sù yī, первая звезда Ковша).
Эта звезда вместе с γ Sgr, δ Sgr, ε Sgr, ζ Sgr, λ Sgr, σ Sgr и τ Sgr составляют астеризм Чайник. φ Sgr, σ Sgr, ζ Sgr, χ Sgr и τ Sgr назывались Al Naʽām al Ṣādirah (النعم السادرة), Возвращающиеся страусы. Согласно каталогу звёзд в Техническом Меморандуме 33-507 — A Reduced Star Catalog Containing 537 Named Stars, Al Naʽām al Ṣādirah или Namalsadirah первоначально было названием для четырёх звёзд: φ Sgr известна как Namalsadirah I, τ Sgr как Namalsadirah II, χ1 Sgr как Namalsadirah III и χ2 Sgr как Namalsadirah IV (за исключением σ Sgr и ζ Sgr).